# Конклав 1922 года
После восьми лет правления, Папа Римский Бенедикт XV умер 22 января 1922 года от пневмонии. На момент его смерти был 61 член Коллегии кардиналов. Однако, на следующий день после смерти папы умер кардинал Энрике Альмарас-и-Сантос, архиепископ Толедо оставляя в коллегии 60 кардиналов, чтобы выбрать преемника Папы Бенедикта. 53 из 60 кардиналов собрались в Сикстинской капелле 2 февраля 1922 года. Это был первый конклав, на котором не присутствовали кардиналы не из Европы, поскольку неевропейские кардиналы не прибыли, пока конклав не закончился.

## Контекст
Предыдущие пять конклавов вели постоянную борьбу между консерваторами и либералами, от консервативного папы Григория XVI в 1831 году к первоначально либеральному папе Пию IX. Ко времени своей смерти в 1878 году Пий IX стал консерватором. Он однако после его смерти преуспевал либеральный папа Лев XIII, на момент смерти которого преуспел популярный консервативный папа Пий X. В 1914 году либерал Бенедикт XV, протеже кардинала Мариано Рамполлы дель Тиндаро, на избрания в папы которого, кардиналы наложили вето в 1903 году, был выбран. Многие задавали вопрос: от какой фракции новый папа римский прибыл бы на сей раз?

## Конклав — выбор архиепископа Милана
Конклав 1922 года был наиболее разделённым конклавом за много лет. В то время как два из трёх предыдущих конклавов продолжались три дня или меньше, конклав 1922 года продолжался в течение пяти дней. Потребовалось четырнадцать баллотировок для того, чтобы кардинал Акилле Ратти архиепископ Милана, достиг двух третей большинства, необходимых для выбора.

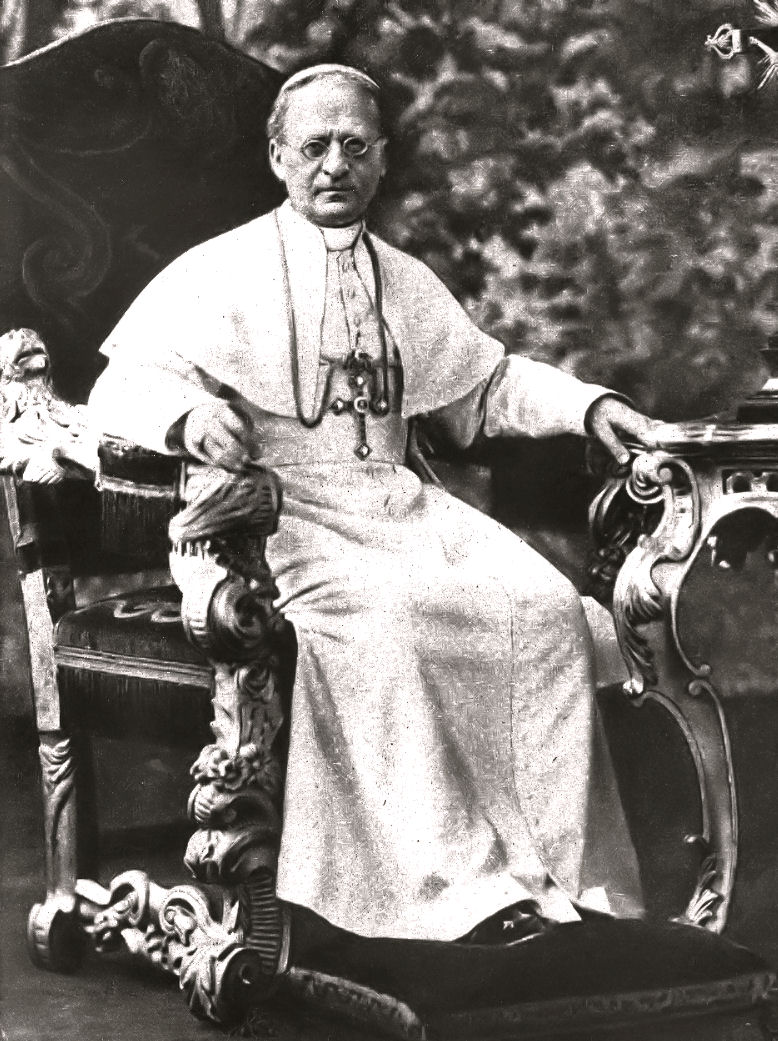
Папа Пий XI

## Последствия
Самого Ратти было менее всего легко категоризировать в терминах консервативного или либерального понтифика, чем большинство его непосредственных предшественников. Наиболее точно его расценили как умеренного консерватора, правее Папы Бенедикта XV, но левее пап Григория XVI, Пия IX (в конце его правления) и Пия X. Он был также поразительно различен со своим предшественником. Принимая во внимание, то что Папа Бенедикт XV был плохого здоровья и слаб, то Ратти — необычная комбинация ученого, библиотекаря, дипломата и талантливого альпиниста.
В других веках Пий XI рассчитывал стать папой века. Однако он имел неудачу быть папой римским в XX веке из-за конкуренции за исторический профиль с множеством римских пап высокого профиля; Пия X, которого канонизировали, папы римского Пия XII, блаженного папы Иоанна XXIII, папы Павла VI, и наконец папы Иоанна Павла II, одного из наиболее значительных римских пап в истории Католической церкви. В этом контексте папа Пий XI имел тенденцию пропускаться и забываться, соединяя его понтификат с предшественником Бенедиктом XV, как одних из «забытых римских пап» двадцатого столетия. Пий XI умер в 1939 году, накануне Второй мировой войны.

## Детали конклава 1922
- Опоздали на конклав:
  - кардинал Уильям Генри О’Коннелл, архиепископ Бостона (США);
  - кардинал Деннис Джозеф Доэрти, архиепископ Филадельфии (США);
  - кардинал Луи-Назер Бежен, архиепископ Квебека (Канада).

- Отсутствовали на конклаве:
  - кардинал Хосе Мария Мартин де Эррера-и-де-ла-Иглесия, архиепископ Сантьяго-де-Компостелы (Испания);
  - кардинал Лев Скрбенский-з-Гржиште, бывший архиепископ Оломоуца, (Чехословакия);
  - кардинал Джузеппе Антонио Эрменеджильдо Приско, архиепископ Неаполя (Италия);
  - кардинал Жоаким Арковерде де Албукерке Кавалканти, архиепископ Сан-Себастьян-до-Рио-де-Жанейро (Бразилия).

- Кардиналы, участвовавшие в конклаве по странам:
  - Италия — 30
  - Франция — 5
  - Испания — 4
  - Германия — 3
  - Австрия — 2
  - Англия — 2
  - Польша — 2
  - Бельгия — 1
  - Нидерланды — 1
  - Венгрия — 1
  - Ирландия — 1
  - Португалия — 1
  - Общее количество — 53

| Продолжительность  | 5 дней                  |
| Число баллотировок | 14                      |
| Выборщики          | 60                      |
| ------------------ | ----------------------- |
| Отсутствовали      | 7                       |
| Присутствовали     | 53                      |
| Африка             | 0                       |
| Латинская Америка  | 0                       |
| Северная Америка   | 0                       |
| Азия               | 0                       |
| Европа             | 53                      |
| Океания            | 0                       |
| Ближний Восток     | 0                       |
| Итальянцы          | 30                      |
| СКОНЧАВШИЙСЯ ПАПА  | БЕНЕДИКТ XV (1914—1922) |
| НОВЫЙ ПАПА         | ПИЙ XI (1922—1939)      |